# 末永敏明
末永 敏明（すえなが としあき、1964年 - ）は、日本の画家。
東京都出身。

## 略歴
東京藝術大学大学院美術研究科日本画専攻修了。在学時の指導教授は稗田一穂、加山又造、平山郁夫。ドイツではミヒャエル・ブーテ、A.R.ペンク。
文化庁芸術家在外研修員として渡独、以後ドイツにて活動（’91～’05）。デュッセルドルフ芸術アカデミー（独）卒業。学位はマイスターシューラー（デュッセルドルフ芸術アカデミー・1997年）。
2005年より東北芸術工科大学美術科教授として指導にあたる。
Brill Rodopi出版社（オランダ）より出版された哲学書「Concepts of Philosophy in Asia and the Islamic world　Vol. 1: China and Japan」の表紙に作品が採用されている。

## 個展
- 1990年 吉井画廊 / 東京
- 1991年 銀座スルガ台画廊 / 東京 (96)
- 1995年 鈴木美術画廊 / 東京 (96,98,00)
- 1998年 HWLギャラリー / デュッセルドルフ、ドイツ
- 1999年 ギャラリーRolinck / シュタインフルト、ドイツ(06)
- 2000年 ギャラリーplan.d. / デュッセルドルフ、 ドイツ (03)
- 2001年 東邦アートギャラリー / 東京 (04,06,09)
- 2013年 成城さくらさくギャラリー / 東京
- 2016年 ArtStage Singapore2016 / シンガポール
- 2022年 日本橋三越本店 / 東京 (13,16,19)[8]
- 2024年 松坂屋上野店 / 東京 (13,16,19)[9]

## グループ展
- 2024年　Hemmungen sind die falsche Form des Widerstandes (A.R. Penck) デュッセルドルフ・アカデミー時代のA.R.ペンク教授とクラスメートによる展覧会がドイツ・ベルリンで開催され、末永敏明が参加した。[10]

## 著書
- 2018年『ジョウモン・アート 縄文の美と心』 全員縄文人アートレイジ (共著)
- 2019年『ジョウモン・アート 芸術の力でジョウモンを伝える』長井謙治編 (共著)
- 2022年〈KLASSE A.R. PENCK〉 Kunstakademie Düesseldorf Verlag KETTLER (共著)

## 主な収蔵先
- 上野の森美術館、天童市美術館、京都芸術大学、青森県むつ市川内庁舎、HypoVereinsbank (ドイツ)